# HMS Teazer (R23)
HMS Teazer (R23/F23) là một tàu khu trục lớp T được Hải quân Hoàng gia Anh Quốc chế tạo trong Chương trình Khẩn cấp Chiến tranh để phục vụ trong Chiến tranh Thế giới thứ hai. Sống sót qua cuộc chiến tranh, nó được cải biến thành một tàu frigate nhanh chống tàu ngầm Kiểu 16 vào năm 1952, mang ký hiệu lườn mới F23, và tiếp tục phục vụ cho đến khi bị tháo dỡ năm 1965.

## Thiết kế và chế tạo
Teazer được chế tạo tại xưởng tàu của hãng Cammel Laird ở Birkenhead, và được đặt lườn vào ngày 20 tháng 10 năm 1941. Nó được hạ thủy vào ngày 7 tháng 1 năm 1943 và nhập biên chế cùng Hải quân Hoàng gia vào ngày 13 tháng 9 năm 1943.

## Lịch sử hoạt động
Vào tháng 9 năm 1943, Teazer tiến hành chạy thử máy bởi xưởng tàu trước khi được cho nhập biên chế cùng Chi hạm đội Khu trục 24; và sau đó thực hành huấn luyện tại Scapa Flow trước khi lên đường đi sang khu vực Địa Trung Hải, nơi vào tháng 11, nó hỗ trợ cho các hoạt động trên bộ của Quân đoàn X Anh tại khu vực Minturno. Vào tháng 7 năm 1944, nó được đặt dưới quyền chỉ huy của Hải quân Hoa Kỳ và là một trong những con tàu được chỉ định tham gia Chiến dịch Dragoon, cuộc đổ bộ lực lượng Đồng Minh lên miền Nam nước Pháp. Trong cuộc triệt thoái lực lượng Đồng Minh khỏi khu vực biển Aegean vào năm 1944, nó đã đánh chìm tàu vận chuyển KT Erpel và tàu săn tàu ngầm UJ2171 ngoài khơi mũi Spatha.
Sau khi được tái trang bị trong tháng 1 và tháng 2 năm 1945, Teazer được điều động sang Mặt trận Thái Bình Dương vào tháng 5, gia nhập Lực lượng Đặc nhiệm 57 và sau đó là Lực lượng Đặc nhiệm 37, và làm nhiệm vụ hộ tống các tàu sân bay Anh trong các phi vụ ném bom xuống chính quốc Nhật Bản. Sau khi Nhật Bản đầu hàng, nó đi đến vịnh Tokyo vào ngày 27 tháng 8 năm 1945 và có mặt tại đây khi diễn ra lễ ký kết văn kiện đầu hàng trên thiết giáp hạm Missouri.
Teazer được cải biến thành một tàu frigate nhanh chống tàu ngầm Kiểu 16 vào năm 1952, mang ký hiệu lườn mới F23, và tiếp tục phục vụ cho đến khi được cho xuất biên chế và bán cho hãng Arnott Young, Dalmuir để tháo dỡ vào ngày 7 tháng 8 năm 1965.